# إليزابيث كولويل
إليزابيث كولويل (بالإنجليزية: Elizabeth Colwell)‏ هي كاتِبة وشاعرة أمريكية، ولدت في 24 مايو 1881، وتوفيت في 1954.